# Schizochoerus
Schizochoerus — вимерлий рід парнопалих, що жив у Малій Азії в міоцені.